# Ruger Red Label
Ruger Red Label — двуствольное ружьё, сделанное компанией Sturm, Ruger & Co. Это произошло, когда Уильям Ругер хотел представить высококачественную, доступную двустволку для публики США.

## Критика
Критики ружья в основном жалуются на вес ружья, а также на плохое крепление металлических деталей к деревянным в некоторых экземплярах, хотя изначально оно задумывалось как качественная, доступная американская альтернатива дорогим европейским пистолетам еще до первого десятилетия XXI века. Сама Red Label, рекомендованная розничная цена которой выросла до 2000 долларов США, стала слишком дорогой для среднего класса, и продажи упали, особенно после финансового кризиса.